# Günter Hofbauer

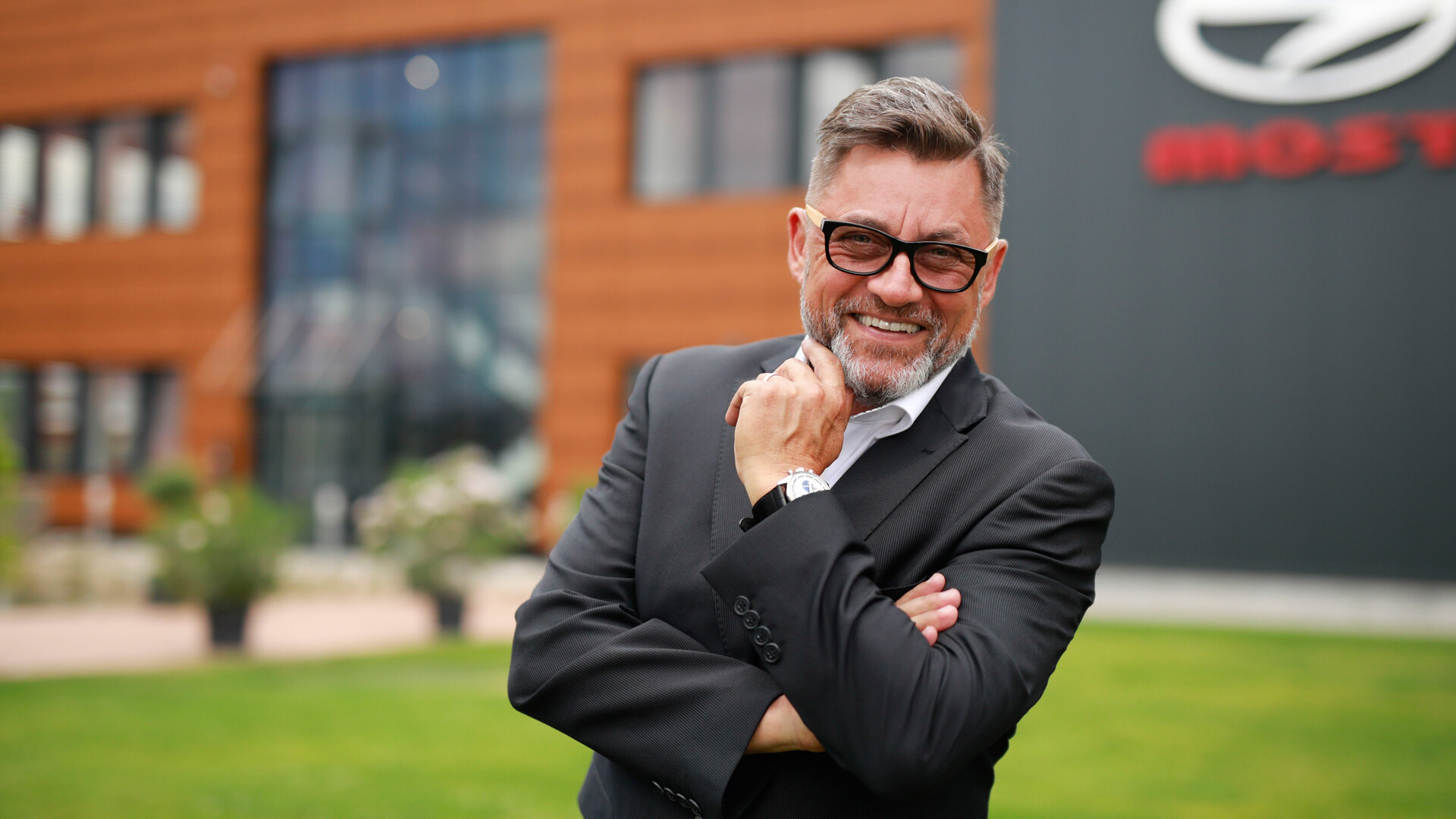
Günter Hofbauer, 2022

Günter Hofbauer (* 1. Juni 1959 in Erlangen) ist ein deutscher Fahrzeugentwickler und Designer von Spezialfahrzeugen für mobile Marketingaktionen und Ausstellungen.

## Leben
Günter Hofbauer gründete 1988 die Skyline Autovermietung, aus der die heutige Most GmbH als Hersteller und Vermieter von Showtrucks und Infomobile für mobile Promotion- und Verkaufsförderungsaktionen mit Hauptsitz in Fürth, hervorging. Hofbauer ist Geschäftsführer und Berater auf Führungsebene bei Most GmbH.
Für den Futuria-Truck, einen aerodynamischen Leichtbau-Sattelzug, fungierte Hofbauer als Designer und Chefentwickler. Neben der Unternehmens-Marke „MOST“ kreierte er die Fahrzeugmarken Promostar, Futuria, Futuria Boxx, Giant und Retrostar.

## Auszeichnungen
- 2012 Bayerischer Löwe beim Bayerischen Mittelstandskongress in Nürnberg

## Belege
1. ↑  JOHANNES ALLES: Brummis aus Fürth. In: nordbayern.de. 10. März 2011, abgerufen am 2. März 2024.
2. ↑  ARMIN LEBERZAMMER: Wenn die Messe im Firmenhof vorfährt. In: nordbayern.de. 8. Januar 2016, abgerufen am 2. März 2024.
3. ↑  http://www.blachreport.de/nachrichten/eventservices/4051-most-optimiert-futuria-reihe.html

| Personendaten    | Personendaten                                                                                                  |
| ---------------- | --- |
| NAME             | Hofbauer, Günter                                                                                               |
| KURZBESCHREIBUNG | deutscher Fahrzeugentwickler und Designer von Spezialfahrzeugen für mobile Marketingaktionen und Ausstellungen |
| GEBURTSDATUM     | 1. Juni 1959                                                                                                   |
| GEBURTSORT       | Erlangen |